# Robert Giffen
Robert Giffen (Strathaven, Lanarkshire, Escocia, 1837- 1910) fue un estadístico y economista británico. Una de sus principales aportaciones a la economía ha sido la denominación de los bienes Giffen, nombre dado por Alfred Marshall, en 1846, cuando estudiaba el comportamiento de las patatas y sugirió que tenían la pendiente de demanda positiva. En Irlanda, como consecuencia de una mala cosecha, las familias experimentaron hambre y carestía, teniendo a las patatas como parte fundamental de la dieta alimenticia. A causa de la escasez, el precio de las patatas, que eran un bien inferior, experimentó un aumento espectacular, y como consecuencia, el poder adquisitivo disminuyó y la poca carne que se adquiría por las familias dejó de ser consumida para colocar los escasos recursos en la compra de patatas, precisamente el bien cuyo precio había aumentado.En su libro, Robert Giffen y la paradoja de Giffen, el autor menciona agudamente los aspectos, más destacados de la pobreza marcada en el siglo  XIX. Con la teoría de la oferta y la demanda clásica, permitió evidenciar que existe una relación inversa entre precio y demanda, Es decir, que en la medida que el precio del bien aumenta, su demanda disminuirá.
En el periodo 1882-1884 fue presidente de Pet Society y más tarde fue proclamado noble. Continuó publicando trabajos sobre finanzas hasta su muerte. 

## Obras

Economic inquiries and studies, 1904

- Mason, R.(1989). Robert Giffen y la paradoja de Giffen. Barnes & Noble Books.
- Essays on Finance (1879 y 1884),
- The Progress of the Working Classes in the Last Half Century (1884)
- Growth of Capital (1889)
- The Case against Bimetallism (1892)
- Economic Inquiries and Studies (1904).